# Metropolia di Metre e Atira
La metropolia di Metre e Atira (in greco Μητρόπολις Μέτρων και Αθύρων?, Mitrópolis Métrōn kai Athýrōn) è una sede soppressa del patriarcato di Costantinopoli.

## Storia
La metropolia univa in sé due antiche diocesi di epoca bizantina, Metre e Atira. Metre, l'odierna Çatalca, fu occupata dagli Ottomani nel 1371 e probabilmente la sede vescovile fu soppressa; infatti, nel 1409, è documentato il primo vescovo delle due diocesi unite, Gervaso, vescovo di Atira e Metre. Nel 1453 cadde anche Atira, oggi Büyükçekmece. I vescovi decisero di porre la sede a Metre, e il primo vescovo documentato di Metre e Atira è Procopio, menzionato in fonti coeve nel 1564 e 1565.
La diocesi, suffraganea della metropolia di Eraclea, fu elevata al rango di metropolia nell'ottobre del 1909.
A seguito del trattato di Losanna, per porre fine alla guerra greco-turca, nel 1923 fu attuato uno scambio di popolazioni tra Grecia e Turchia che portò alla totale estinzione della presenza cristiana ortodossa nel territorio della metropolia.
Il titolo di metropolita di Metre e Atira è ancora assegnato, ma è un semplice titolo vescovile non residenziale.

## Cronotassi dei vescovi e metropoliti
La seguente cronotassi segue da vicino quella pubblicata da Kiminas, The ecumenical patriarchate, pp. 60-61 e 175-176. Eventuali nuovi vescovi hanno in nota la loro fonte.
- Gervaso † (menzionato nel 1409)[2]
- Procopio † (menzionato nel 1564 e nel 1565)
- Dionisio † (menzionato tra il 1577 e il 1581)
- Germano † (menzionato tra il 1582 e il 1587)
- Teonas † (menzionato nel 1590)
- Matuselah † (menzionato nel 1593)
- Manasse † (menzionato nel 1598)
- Ioasaf † (menzionato tra il 1600 e il 1612)
- Neofito † (menzionato tra il 1616 e il 1621)
- Ieroteo † (menzionato tra il 1633 e il 1639)
- Neofito † (menzionato nel 1648)
- Pancrazio † (menzionato nel 1653)
- Timoteo † (prima del 1673 - agosto 1675)
- Raffaele † (12 agosto 1675 - ?)
- Antimo † (? - 1683)
- Dionisio † (? - 1685)
- Gedeone † (menzionato nel 1695)
- Macario † (26 maggio 1695 - 19 febbraio 1697)
- Nilo † (19 febbraio 1697 - 1711)
- Metrofane † (20 maggio 1711 - maggio 1723)
- Silvestro † (maggio 1723 - maggio 1744)
- Doroteo † (1744 - 17 novembre 1745)
- Metodio † (16 gennaio 1746 - 6 novembre 1760)
- Gerasimo † (1º febbraio 1761 - 20 giugno 1783 eletto patriarca di Alessandria)
- Sofronio † (21 settembre 1783 - 1816 dimesso)
- Melezio † (1816 - 4 giugno 1822 dimesso)
- Gabriele † (settembre 1822 - luglio 1832 eletto metropolita di Skopje)
- Teocleto † (1832 - febbraio 1853 deposto)
- Zaccaria † (febbraio 1853 - 12 giugno 1861 eletto metropolita di Selimbria)
- Teocleto † (22 giugno 1861 - ottobre 1865 deceduto) (per la seconda volta)
- Antimo † (7 ottobre 1865 - 10 giugno 1874 deceduto)
- Dositeo † (15 giugno 1874 - 17 novembre 1879 dimesso)
- Atanasio Nikolaidis † (17 novembre 1879 - giugno 1888 eletto vescovo di Argiropoli)
- Neofito Kalogeridis † (18 agosto 1888 - marzo 1890 dimesso)[4]
- Antimo Anastasiadis † (14 aprile 1890 - 18 marzo 1899 eletto metropolita di Prespes)
- Gioacchino Epasoglou † (20 marzo 1899 - 22 settembre 1909 sospeso)
- Gregorio Papadopoulos † (22 settembre 1909 - 26 aprile 1914 sospeso)
- Gioacchino Apostolidis † (4 maggio 1914 - 27 marzo 1923 eletto metropolita di Servia e Kozani)
  - Teocleto Rokas † (8 giugno 1993 - 22 aprile 2004 deceduto)
  - Demetrio Grolios † (31 agosto 2020 - 22 ottobre 2023 deceduto)[5]